# Nevi Sertori Macró
Nevi Sertori Macró (en llatí Naevius Sertorius Macro) va ser prefecte del pretori sota els emperadors Tiberi i Calígula.

### Durant el regnat de Tiberi
Era d'origen fosc, probablement un llibert. Va atreure l'atenció de Tiberi sense que se'n coneguin les causes, que el va utilitzar contra Sejà, el seu predecessor en el càrrec de prefecte, la detenció del qual va dirigir i al que va substituir com a comandant dels pretorians l'any 31. Sejà va ser arrestat al senat on tenia molts partidaris i on es desplegaven les tropes que Sejà havia organitzat i que li eren fidels. Però Macró va organitzar un pla junt amb Tiberi en diverses reunions mantingudes a Capri, i el 19 d'octubre del 31 va repartir diverses cartes de l'emperador amb ordres als oficials i guàrdies i amb instruccions pels principals membres del senat. Macró va arribar a Roma a la nit i va fer repartir les cartes al cònsol Publi Memmi Règul i a Grecí Lacó, el Praefectus vigilum, i al matí, quan el senat es va reunir al Temple d'Apol·lo, al costat del palau imperial, Macró va fer promeses de donacions als pretorians a condició de que tornessin al seu campament i els va substituir per guàrdies facilitats per Lacó. Sejà, al preguntar per la sobtada arribada de Macró, va ser informat per aquest que Tiberi havia ordenat al senat de conferir-li la dignitat tribunícia l'endemà, equivalent a ser adoptat com a hereu. Sejà no es va preocupar per la seva pròpia seguretat, encara que Macró tenia ordres secretes per alliberar Drus de la presó, el fill de Germànic i Agripina i proclamar-lo hereu al tron si les coses sortien malament. Macró va entregar les cartes al senat, però abans d'obrir-les va haver de marxar a la caserna dels pretorians, que s'havien sublevat en no rebre cap diner. Amb la detenció de Sejà pels guàrdies de Lacó en va seguir una gran confusió i els pretorians, gelosos de la preferència en el cop donada als "vigiles" de Lacó, van començar a incendiar els suburbis, però Macró els va fer obeir amb donacions generoses, fins que va ser acceptat com a nou prefecte. Pels seus serveis d'aquest dia el senat va concedir a Macró una important quantitat de diners, un seient al teatre a les cadires reservades als senadors, i els ornaments i privilegis dels pretors, honors que de manera prudent va declinar, i es va acontentar amb el favor de Tiberi.

### Durant el regnat de Calígula
Va seguir com a prefecte del pretori la resta del regnat de Tiberi i part del de Calígula. Luci Arrunti el descriu com pitjor que Sejà. Va acusar nombroses persones, principalment antics amics de Sejà, i entre els acusats hi havia Mamerc Emili Escaure i el mateix Luci Arrunti. A mesura que el poder de Tiberi s'anava acostant al final, Macró va veure que els hereus havien de ser el seu net Tiberi o el seu nebot Calígula, i aquest era el més popular i per la seva mare Agripina Major era descendent de la gens Júlia, i en canvi Tiberi era encara un infant. Calígula era presoner de l'estat, però Macró tenia al seu càrrec als presoners i es va guanyar a Calígula amb favors i fins i tot amb una intriga (afavorida per Macró) entre la seva dona Ènnia i el jove presoner. Tiberi en va ser informat però no li va donar importància, i va dir: "S'acosta al sol naixent".
Va córrer el rumor de què Macró va accelerar la mort de Tiberi al que hauria ofegat amb les robes del llit després de recuperar-se miraculosament d'un atac. Macró va induir al senat a acceptar Calígula com a únic emperador tot i que Tiberi nomenava també el seu net com a cohereu.
En els primers anys de govern de Calígula, Macró va conservar el màxim poder i la seva influència, però va començar a criticar a l'emperador per les seves extravagàncies i la seva addicció als plaers sexuals en lloc de al govern. Finalment Calígula, després d'haver-li promès la prefectura d'Egipte, va fer detenir Macró, la seva dona Ènnia i els seus fills, que van posar ells mateixos fi a la seva vida.